# Aplauze

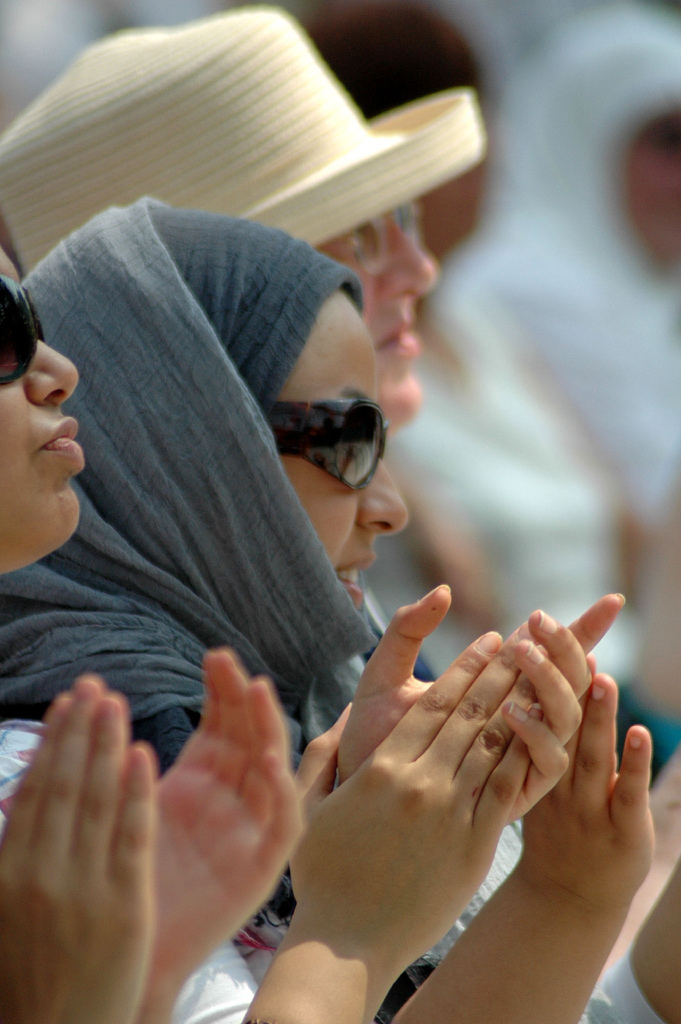
Mulțimea aplaudând la Festivalul de Artă Arabă de la Liverpool din 2006, Liverpool, Anglia

Aplauzele (din latină applaudere) sunt o formă de ovație prin baterea din palme pentru a crea zgomot. Publicul aplaudă de obicei după o reprezentație, precum un concert muzical, un discurs sau o piesă de teatru, în semn de aprobare și de mulțumire. Aplauzele sunt foarte populare în prezent, iar membrii publicului bat din palme în majoritatea țărilor pentru a produce un zgomot constant. Această atitudine tinde să se sincronizeze natural într-un grad slab; în Rusia, Norvegia și în multe țări din nordul și estul Europei, aplaudarea sincronizată este mai populară decât aplaudarea la întâmplare. 

## Istoric
Epoca în care a apărut obiceiul de a aplauda este necunoscută. Acest obicei este larg răspândit în cadrul unor diferite culturi umane și este practicat sub forme variate în funcție de intenția de a produce un zgomot mai puternic sau mai slab (de exemplu, tropăind din picioare sau lovind cu mâinile sau cu pumnii a mesei). În fiecare cultură, acest obicei este supus unor convenții sociale.
Autoritățile Romei Antice au stabilit ritualuri de exprimare a diferitelor grade de apreciere la spectacolele publice: lovirea degetului mare cu arătătorul, lovirea palmelor și fluturarea faldurilor togii. Împăratul Aurelian a înlocuit fluturarea șervețelelor (orarium) pe care le distribuise poporului roman cu fluturarea faldurilor togii. În teatrul roman, la finalul piesei, actorul principal striga „Valete et plaudite!”, iar publicul, ghidat de un choregos neoficial, își scanda aprobarea antifonic. Acest lucru era adesea organizat din timp, iar membrii publicului care aplaudau erau plătiți.
În mod similar, un claque (termenul francez pentru „batere din palme”) era un corp organizat de aplaudatori profesioniști în teatrele și operele franceze care erau plătiți de interpreți pentru a crea iluzia unui nivel înalt de aprobare din partea publicului.
În epoca creștină obiceiurile din teatru au fost adoptate în biserici. Eusebiu din Cezareea a afirmat că Paul de Samosata îi încuraja pe enoriași să-și arate aprecierea pentru predicile sale prin fluturarea unor bucăți de pânză din in (οθοναις) și secolele al IV-lea și al V-lea aplaudarea predicatorilor populari a devenit un obicei consacrat. Aplaudarea în biserică a devenit în cele din urmă un obicei demodat. Sub influența atmosferei cvasireligioase din spectacolele lui Richard Wagner de la Bayreuth Festspielhaus, spiritul omagial s-a extins curând în sălile de teatru și de concerte.

## Caracteristicile aplauzelor

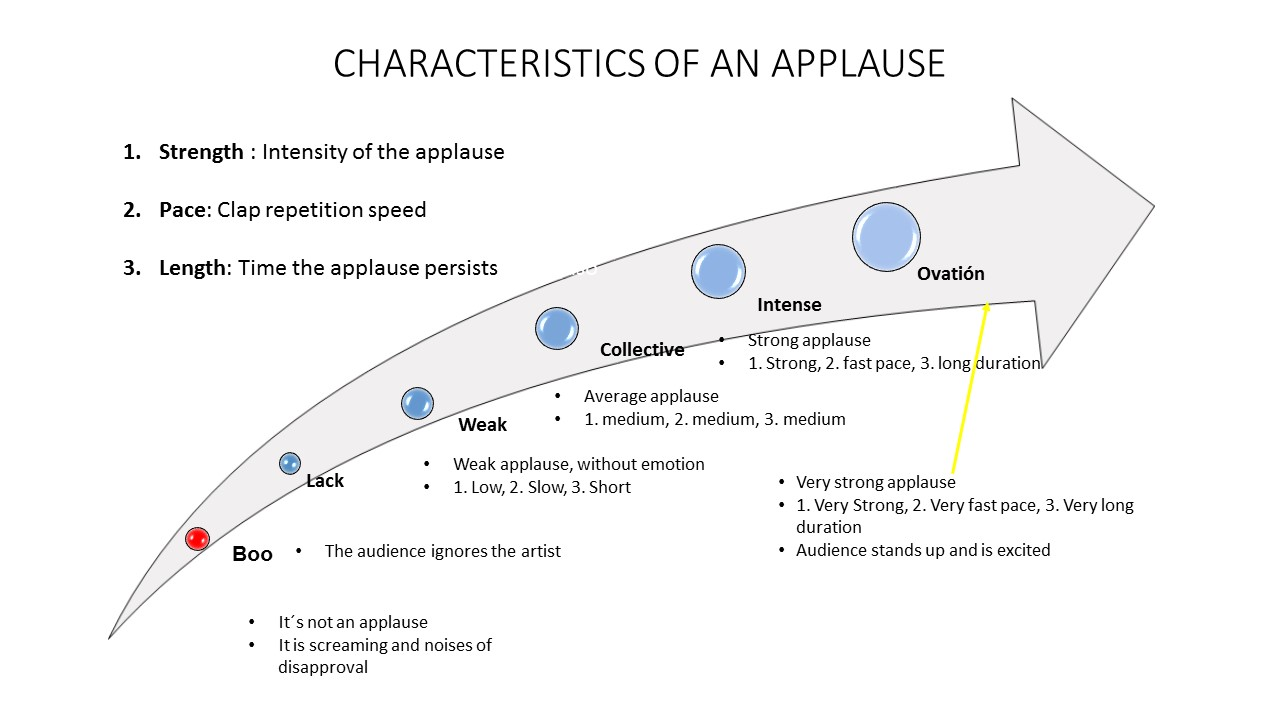
Caracteristicile aplauzelor

Aplauzele au trei caracteristici fundamentale:
- Putere: Intensitatea aplauzelor
- Ritm: Viteza de repetiție a aplauzelor
- Lungime: Timpul în care continuă aplauzele

În funcție de aceste caracteristici, aplauzele pot fi clasificate în următoarele categorii: huiduieli, lipsa aplauzelor, aplauze slabe, colective, intense și ovații.

## Protocol și variații
În unele țări, aplauzele pot fi utilizate pentru a indica respectul pentru o persoană recent decedată în unele cazuri, cum ar fi la o înmormântare. Un fenomen recent constatat în Marea Britanie și Israel este înlocuirea minutului tradițional de reculegere cu un minut de aplauze în special la meciurile de fotbal. Cu toate acestea, în cele mai multe țări, aplauzele pentru o persoană decedată sunt încă dezaprobate și nu sunt recomandate deoarece pot fi interpretate ca un gest de grosolănie sau de bucurie.
În țările vorbitoare de limbă germană studenții de la universități obișnuiesc să bată cu degetele pe pupitru, după fiecare curs. Aceeași tehnică este folosită în țările de limbă germană pentru a-și exprima aprobarea cu ocazia unor conferințe sau prelegeri.

### În organele legislative
În Parlamentul Regatului Unit aplauze sunt, în general, interzise. În Camera Comunelor din Canada, dimpotrivă, baterea din palme este obișnuită și frecventă.

### În transportul aerian
În diferite țări, pasagerii avioanelor au adesea tendința de a aplauda la aterizare după încheierea unui zbor și atunci când simt că roțile avionului au atins solul și că aeronava rulează cu viteză tot mai mică pe pistă.

## Legături externe
- The dynamics of audience applause, Journal of the Royal Society Interface, 29 mai 2013, Richard P. Mann, Jolyon Faria, David J. T. Sumpter și Jens Krause
- Slow Clap la TV Tropes